# Whitecourt (krater)

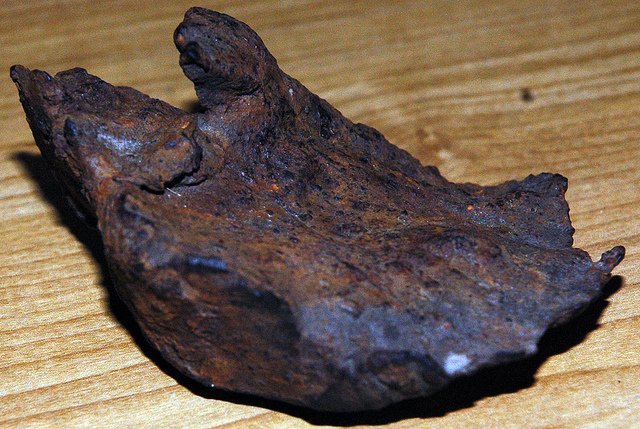
Odłamek z meteoroidu.

Whitecourt – krater uderzeniowy w prowincji Alberta w Kanadzie. Krater jest widoczny na powierzchni ziemi.
Krater ma 36 m średnicy, powstał nie dawniej niż 1130 lat temu. Utworzył go upadek meteoroidu, który uderzył w skały osadowe, czwartorzędowe osady polodowcowe. W miejscu upadku w 2007 roku znalezione zostały meteoryty żelazne z grupy III AB o łącznej masie 5,37 kg.
Jest to mały, geologiczne młody krater, który posiada rozpoznawalny kształt misy z podniesioną krawędzią. O uderzeniu ciała niebieskiego świadczą struktury deformacyjne w ziarnach kwarcu i sferule. Ocenia się, że meteoroid który go utworzył, pierwotnie miał średnicę około 1 m, poruszał się z prędkością poniżej 10 km/s i uderzył w ziemię pod kątem 40–55° z kierunku wschodnio-północno-wschodniego. Był to fragment jądra rozbitej planetoidy, która miała niegdyś średnicę ponad 50 km.